# Tachina punctata
Tachina punctata là một loài ruồi trong họ Tachinidae.